# Escuela Superior de Guerra Aérea (Argentina)
La Escuela Superior de Guerra Aérea "Brigadier Mayor César Raúl Ojeda" (ESGA) es un instituto educativo académico militar de la Fuerza Aérea Argentina con sede en el Centro Educativo de las Fuerzas Armadas en Palermo (CABA) y en la órbita de la Dirección General de Educación y la Facultad de la Fuerza Aérea.
Su misión es la formación del personal militar superior para la conducción de la Fuerza Aérea, que incluye el curso de oficiales de estado mayor (OEM). El instituto cuenta con su propia publicación, la RESGA.

## Historia
Se creó el 23 de junio de 1944, en plena Segunda Guerra Mundial, para satisfacer la necesidad de contar con instituto de especialización en operaciones aéreas. Inicialmente su sede estaba en Buenos Aires, y en 1950 se trasladó a Ascochinga. En 1952 se transformó en la Escuela de Comando y Estado Mayor regresando a la Capital Federal. En 1979 recuperó el nombre Escuela Superior de Guerra Aérea.
Como miembro activo del Sistema de Cooperación entre las Fuerzas Aéreas Americanas, la Fuerza Aérea Argentina asumió la tarea de capacitar los jefes aeronáuticos de la región en ayuda humanitaria en la Escuela Superior de Guerra Aérea.
En 2006 fue trasladada al Centro Educativo de las Fuerzas Armadas, creado por el Ministerio de Defensa en Palermo (CABA).

Banderola del Director
Escudo de armas simple
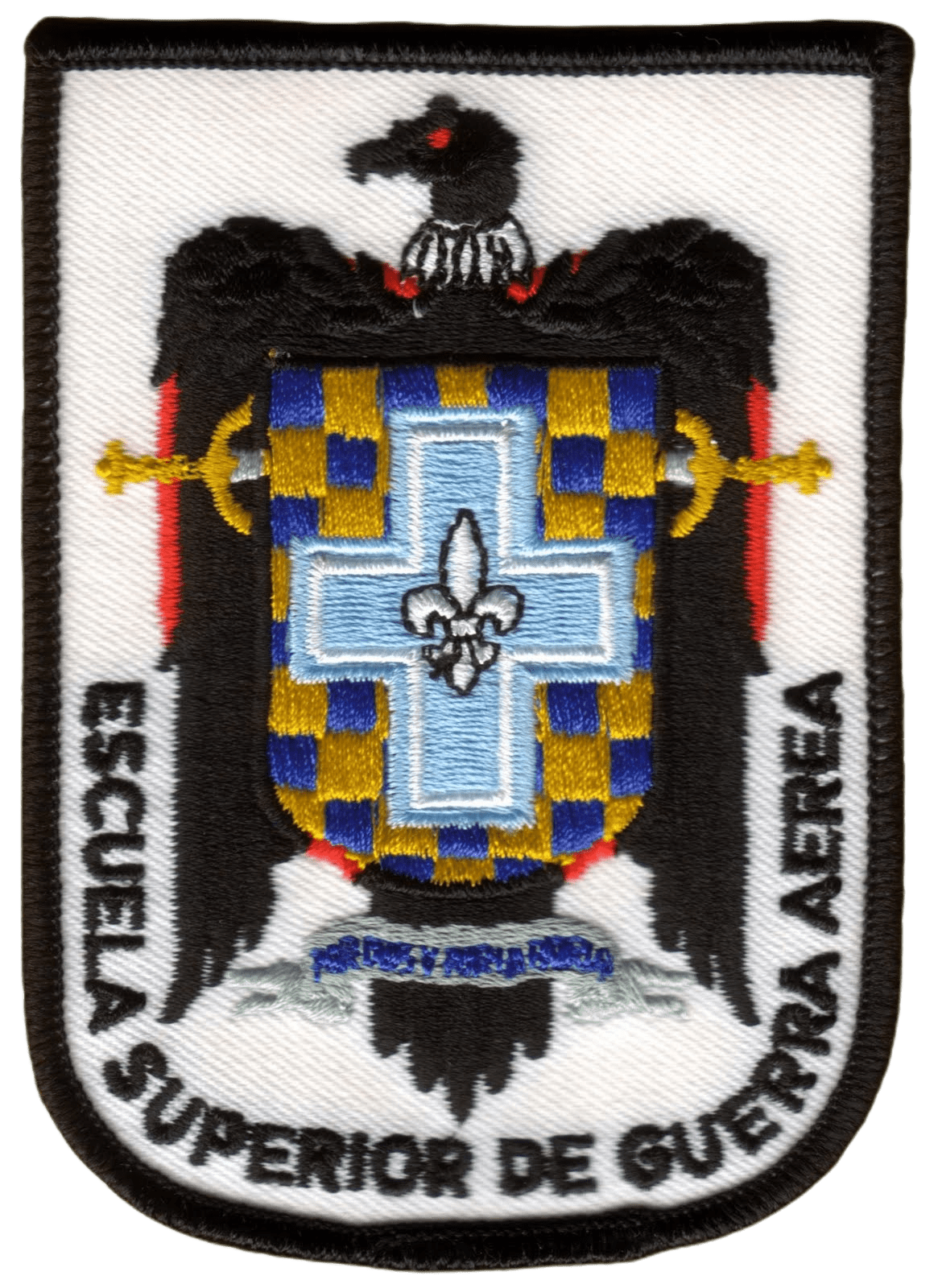
Distintivo
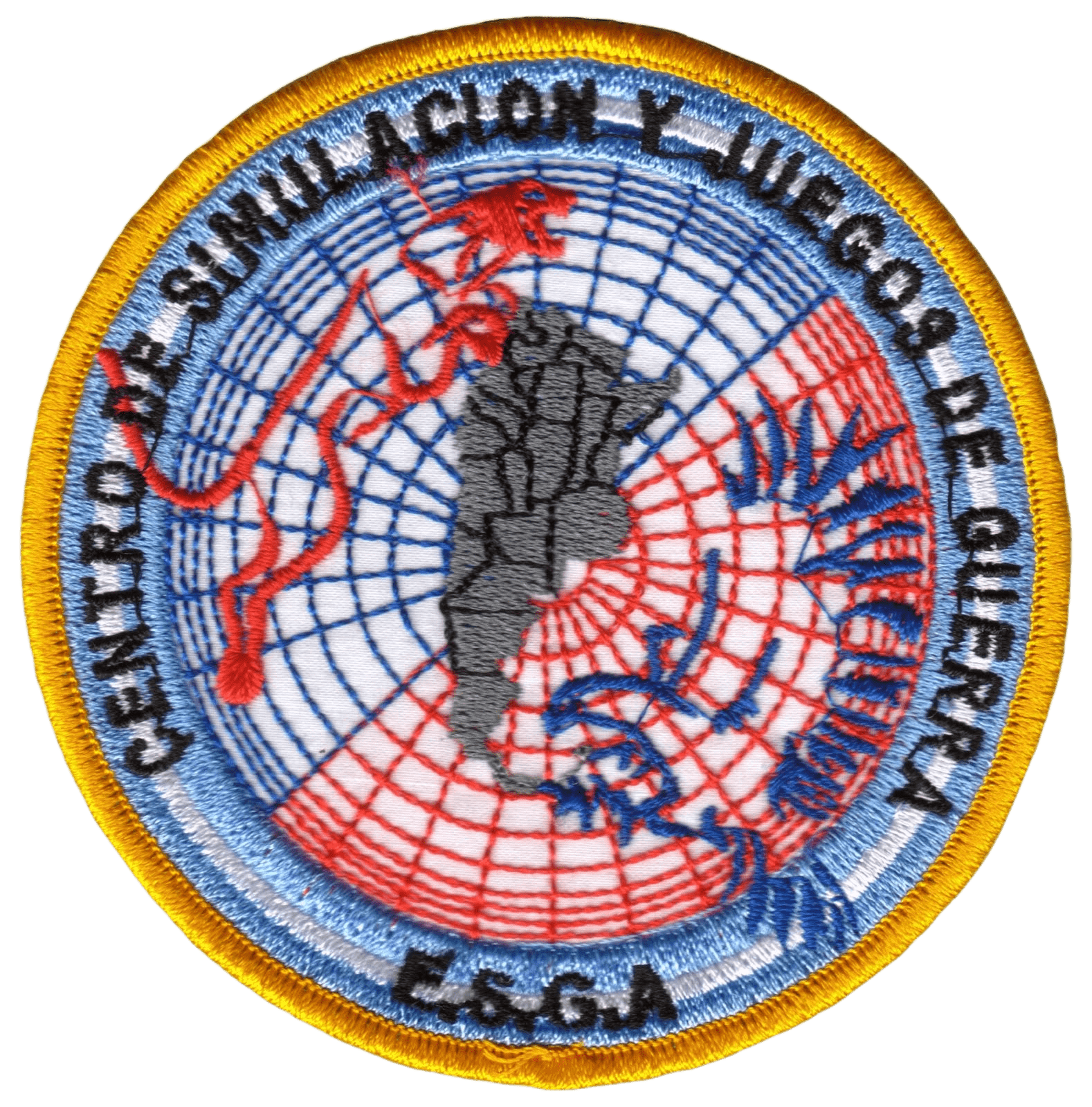
Distintivo del Centro de Simulación y Juegos de Guerra